# 일본국 헌법 제35조
일본국 헌법 제35조(일본어: 日本国憲法第35条)은 일본국 헌법 제3장 "국민의 권리와 의무"의 조문 중 하나이다. 주거의 불가침에 대해 규정하고 있다.

## 조문
일본국 헌법 제35조
① 누구든지 그 주거, 서류 및 소지품에 대하여 침입, 수색 및 압수를 당하지 아니할 권리는, 제33조의 경우를 제외하고는 정당한 이유에 근거하여 발부되고 또한 수색할 장소 및 압수할 물건을 명시하는 영장이 없으면 침해당하지 아니한다.
② 수색 또는 압수는 권한을 가진 사법 관헌이 발부하는 각별 영장에 의하여 이를 실행한다.

## 해설
범죄자인 경우를 제외하고는 주거 및 소지품에 대한 권리를 보장하고 있는 규정이다. 또 국가 기관이 개인 물품을 수색 또는 압수하기 위해서는 영장이 필요하다.